# اريك روبنسون
اريك روبنسون (بالإنجليزية: Eric Robinson)‏ هو سياسي أسترالي، ولد في 18 يناير 1929 في أستراليا، وتوفي في 7 يناير 1981 في أستراليا. حزبياً، نشط في الحزب الليبرالي الأسترالي. وقد انتخب Minister for Finance (Australia) ‏ (27 فبراير 1979 – 3 نوفمبر 1980) وانتخب Minister for Finance (Australia) ‏ (20 نوفمبر 1977 – 23 فبراير 1979) وانتخب عضو مجلس النواب الأسترالي عن دائرة Division of McPherson ‏ (2 ديسمبر 1972 – 7 يناير 1981).